# حقل برنت النفطي
حقل برنت النفطي (بالإنجليزية: Brent oilfield)‏ هو حقل نفطي يقع في حوض شتلاند الشرقي في بحر الشمال، وذلك على بعد حوالي 186 كم شمالي شرق مدينة ليرويك في اسكتلندا.
يستخرج من هذا الحقل خام برنت، وهو مزيج معياري للنفط الخفيف؛ وتعمل شركة رويال داتش شل على استخراج النفط منه، إلا أنه توجد نية لإيقاف الاستخراج في العقد الثالث من القرن الحادي والعشرين بسبب تناقص الجدوى الاقتصادية.